# 国道122号

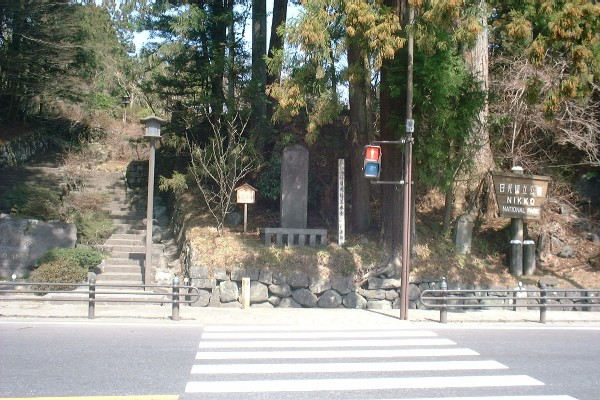
栃木県日光市、起点の神橋交差点。写真中央下が0キロポスト、国立公園サイン下に日光町道路元標がある（2005年4月）

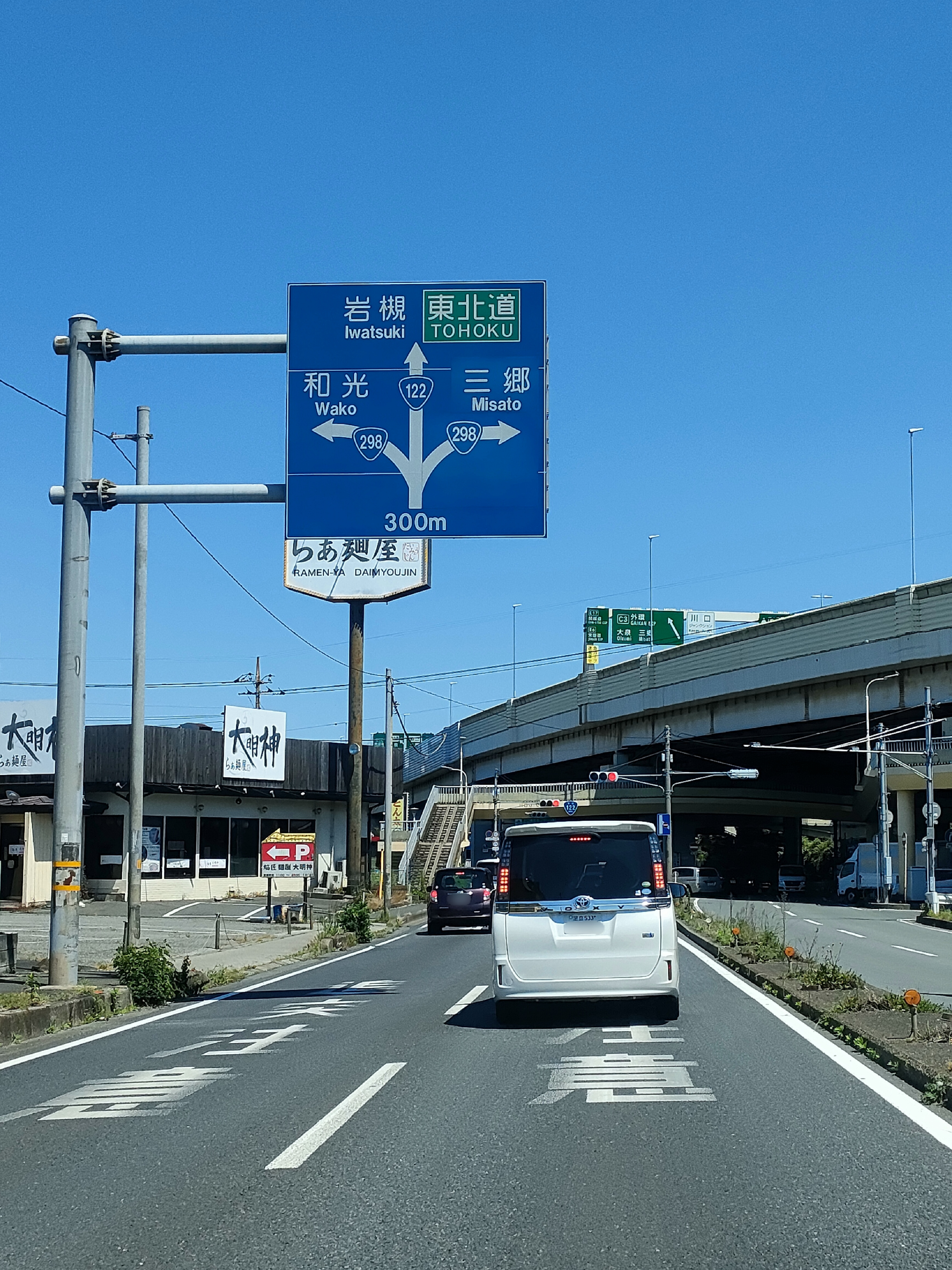
川口市内を走る国道122号。奥の高架道路は川口ジャンクション。（2022年）

国道122号（こくどう122ごう）は、栃木県日光市から群馬県東毛、埼玉県東部を経由して、東京都豊島区に至る一般国道である。

## 概要
栃木県日光市から旧足尾町を経由して東京都豊島区を結ぶ幹線道路で、群馬県桐生市、太田市、館林市、埼玉県羽生市、蓮田市、川口市、東京都北区を経由する。日光中心市街地から、いろは坂のある奥日光方面へ国道120号と重複し、日光市細尾大谷橋交差点の国道120号分岐から実延長区間が始まる。かつて日本最大規模の銅鉱山として栄えた足尾銅山跡へと続く道路は、「銅街道（あかがねかいどう）」の名がある。群馬県から埼玉県内の平地部の市街地内において、バイパス道路や東北自動車道（東北道）と並走する区間があり、さいたま市内の浦和ICで東北道と連絡する。東京都心に入って明治通りと合流すると、国道17号と交差する西巣鴨交差点で終わる。
栃木県日光市（重複区間上）の清滝ICで日光宇都宮道路と、群馬県太田市の太田桐生ICで北関東自動車道と、埼玉県久喜市の白岡菖蒲ICで首都圏中央連絡自動車道（圏央道）と相互接続する。

### 路線データ
一般国道の路線を指定する政令に基づく起終点および重要な経過地は次のとおり。
- 起点：日光市（神橋交差点 = 国道119号・国道120号・栃木県道247号日光今市線起点）
- 終点：東京都豊島区（西巣鴨交差点 = 国道17号・東京都道305号芝新宿王子線交点）
- 重要な経過地：栃木県上都賀郡足尾町[注釈 2]、群馬県山田郡大間々町[注釈 3]、桐生市、太田市（龍舞）、館林市、羽生市、加須市、埼玉県南埼玉郡菖蒲町[注釈 4]、蓮田市、岩槻市[注釈 5]、浦和市[注釈 6]、川口市、鳩ケ谷市[注釈 7]、東京都北区（王子一丁目）
- 総延長：163.5 km（栃木県 28.9 km、群馬県 69.3 km、埼玉県 40.0 km、さいたま市 19.1 km、東京都 6.3 km）重用延長を含む。[3][注釈 8]
- 重用延長：12.9 km（栃木県 6.0 km、群馬県 6.9 km、埼玉県 - km、さいたま市 0.0 km、東京都 - km）[3][注釈 8]
- 未供用延長 : なし[3][注釈 8]
- 実延長：150.7 km（栃木県 22.9 km、群馬県 62.4 km、埼玉県 40.0 km、さいたま市 19.1 km、東京都 6.3 km）[3][注釈 8]
  - 現道：142.5 km（栃木県 21.4 km、群馬県 61.1 km、埼玉県 40.0 km、さいたま市 13.7 km、東京都 6.3 km）[3][注釈 8]
  - 旧道：6.8 km（栃木県 1.5 km、群馬県 - km、埼玉県 - km、さいたま市 5.4 km、東京都 - km）[3][注釈 8]
  - 新道：1.3 km（栃木県 - km、群馬県 1.3 km、埼玉県 - km、さいたま市 - km、東京都 - km）[3][注釈 8]
- 指定区間：国道50号と重複する区間（群馬県桐生市・広沢町四丁目交差点 - 太田市・只上交差点）[4]

## 歴史
現行の道路法（昭和27年法律第180号）に基づく二級国道として初回指定された1953年（昭和28年）際は、122号は前橋水戸線として指定されていた。1963年（昭和38年）に一級国道50号への昇格に伴って欠番となり、同日新たに指定された日光東京線に採番された。

### 年表
- 1963年（昭和38年）
  - 4月1日 - 二級国道122号日光東京線（日光市 - 東京都豊島区）として指定施行[7]。
  - 10月 - かつての武州鉄道跡地を利用して岩槻鳩ヶ谷バイパスが着工。
- 1965年（昭和40年）4月1日 - 道路法改正により一級・二級区分が廃止されて一般国道122号として指定施行[2]。
- 1970年（昭和45年）3月 - 岩槻鳩ヶ谷バイパス開通。
- 1972年（昭和47年）11月 - 蓮田岩槻バイパスの一部に沿って東北自動車道（岩槻IC - 宇都宮IC間）が開通。
- 1980年（昭和55年）3月 - 岩槻鳩ヶ谷バイパスに沿って東北自動車道（浦和IC - 岩槻IC間）が開通。なお、1987年（昭和62年）9月に同バイパスに沿って東北自動車道（川口JCT - 浦和IC間）が開通。
- 1993年（平成5年）4月1日 - 群馬県桐生市内の旧道（広沢町〈松原橋交差点〉 - 東本町 - 竜舞〈竜舞東交差点〉：15.6 km）の国道指定が解除されて、太田バイパスが現道となる[8]。
- 2006年（平成18年）
  - 3月25日 - 昭和橋新橋の埼玉県方面が暫定2車線で開通。
  - 6月11日 - 蓮田岩槻バイパス開通。
- 2008年（平成20年）6月7日 - 騎西菖蒲バイパス暫定2車線で開通。
- 2010年（平成22年）4月11日 - 騎西菖蒲バイパスの4車線化完了。
- 2011年（平成23年）3月8日 - 蓮田岩槻バイパスの蓮田市馬込（馬込橋） - 岩槻区平林寺〈平林寺橋交差点〉の上り線の開通により4車線化。馬込橋は下り線専用に変更。
- 2014年（平成26年）
  - 4月11日 - 国道354号東毛広域幹線道路へバイパスとして接続させる八重笠道路が開通する。
  - 12月20日 - 昭和橋新橋の群馬県方面が開通し、4車線化され完成。
- 2018年（平成30年）3月26日 - 国道354号東毛広域幹線道路へ接続する、館林明和バイパス開通[9]。
- 2019年（平成31年）3月26日
  - 館林市小桑原交差点 - 明和町大佐貫南交差点間の国道指定が解除され、館林市諏訪町交差点 - 明和町大佐貫南交差点間が栃木県道・群馬県道・埼玉県道7号佐野行田線の単独区間となる[10]。
  - 館林市小桑原交差点 - クリーンセンター前交差点間が当国道に指定され、国道354号との重複区間となる[注釈 9][11]。
- 2024年（令和6年）9月30日 - 蓮田岩槻バイパスの岩槻区平林寺〈平林寺橋交差点〉 - 岩槻区加倉〈加倉（北）交差点〉の上り線の開通により暫定3車線化（下り1車線、上り2車線）。それまで対面通行であった車線は下り線専用に変更。
- 2025年（令和7年）3月12日 - 蓮田岩槻バイパスの岩槻区平林寺〈平林寺橋交差点〉 - 岩槻区加倉〈加倉（北）交差点〉が完全4車線化[12]。

### 銅街道
江戸時代の後期に発見された足尾銅山で採掘された銅を、利根川水系まで運ぶために開通した街道である。群馬県みどり市大間々地区から栃木県日光市足尾地区にかけては渡良瀬川に沿う形で道が開かれ、所々に銅倉が設置された。現道が開通してからは、本来の街道は使われなくなり荒廃してしまった。そのため、現道を銅街道とした。
国道を銅街道にした後も、平成に入るまでは道路事情が悪く、特にわたらせ渓谷鐵道わたらせ渓谷線と立体交差する部分では、大型車同士のすれ違いが困難であった。現在は、新しく立体交差化され拡張されている。降雨量が160 mmを超すと通行止めになり、平行するわたらせ渓谷鐵道も運転見合わせになり、街道沿いの地区が孤立することもある。

## 路線状況
日光市の細尾峠は日足トンネルで貫通しており、国道指定を解除された旧道である、かつての峠道も残されている。
桐生市広沢町4丁目 - 太田市只上まで、国道50号桐生バイパスとの重複区間である。
太田市龍舞東交差点 - 大泉町上小泉まで、バイパスとなる八重笠道路が4車線で開通し国道354号へ接続されており、多くのドライバーはこのまま国道354号を経由し、館林市苗木町付近で4車線である館林明和バイパスへ接続するルートを通っている。
そこから群馬県と埼玉県を結ぶ昭和橋は完成4車線であり、連続する羽生バイパスや騎西菖蒲バイパスなどのバイパス道路も4車線で構成され、そのほか、群馬県太田市と邑楽郡明和町、埼玉県内でも既存道路の車線拡幅工事やバイパスを新設するなどして順次4車線化されている。また、羽生市内の国道125号との重複区間では、更に6車線に拡幅する事業が行われている。
蓮田市とさいたま市岩槻区の境から川口JCT（首都高速川口線、東北自動車道および東京外環自動車道）まで、東北自動車道の側道として片側2車線のバイパス（蓮田岩槻バイパス・岩槻鳩ヶ谷バイパス）が建設された。このうち、蓮田岩槻バイパスの一部の区間は長らく片側1車線のままであったが、2024年から2025年にかけて片側2車線化されたが、関山（北）交差点付近の本線は片側1車線で架橋されている。さいたま市岩槻区内の現道は住宅街や市街地を一部歩道のない狭い片側1車線で通っており、途中東武野田線（東武アーバンパークライン）の踏切がある。さいたま市岩槻区から埼玉県と東京都の境で荒川をまたぐ新荒川大橋までは、岩槻街道と呼ばれる。
新荒川大橋からは北本通り（きたほんどおり）と呼ばれ、北区の王子駅前交差点で北東側から明治通りが合流し、終点の西巣鴨交差点まで明治通りとなる。王子駅前から飛鳥山交差点付近までは都電荒川線（東京さくらトラム）との併用軌道区間となる。飛鳥山交差点から終点までの一部は下から本道、首都高速道路中央環状線外回り、同内回りとの3層構造となっている。終点の西巣鴨交差点では国道17号（白山通り・中山道）と交差し、明治通り（東京都道305号芝新宿王子線）は直進していく。
赤羽岩淵駅 - 王子駅の間で東京メトロ南北線が地下を通る。
道路交通情報では、政令と逆に終点である東京へ向かう方向を「上り」、起点である館林・日光へ向かう方向を「下り」とアナウンスしている。

### 通称
- 銅街道（あかがねかいどう）または銅山街道（栃木県日光市 - 群馬県みどり市）
- 東国文化歴史街道（群馬県館林市 - 太田市）
- 岩槻街道（埼玉県さいたま市岩槻区 - 川口市 新荒川大橋東京都境）
- 北本通り（きたほんどおり、東京都北区岩淵町 新荒川大橋埼玉県境 - 王子駅前交差点）[15][16]
- 明治通り（王子駅前交差点 - 豊島区 西巣鴨交差点）[15][16]
- ワンツーツー

### バイパス
バイパスの建設後は主に県道や市町道へ降格がされているため、ほとんどが本線となっている。
以下のうち、八重笠道路と館林明和バイパスは共に本線とは片方ずつしか接しておらず、両者の移動には国道354号東毛広域幹線道路を利用することとなる。
- 足尾バイパス（日光市足尾地区）
- 太田バイパス（東今泉道路）（太田市内）
- 八重笠道路（太田市 - 邑楽郡大泉町）
  - 太田バイパスの延伸部的な役割を成しており、国道354号東毛広域幹線道路に接続している。
- 館林バイパス（館林市）
  - 事業推進中。計画では館林明和バイパスから北へ延伸するかたちで本線へ接続することとなっており、館林市の環状道路の一部を成すかたちとされている。東毛広域幹線道路の一部である国道354号の館林バイパスとは別。
- 館林明和バイパス（館林市 - 邑楽郡明和町）
  - 国道354号東毛広域幹線道路に接続する。
- 羽生バイパス（羽生市）
  - 途中国道125号と重複しているが、行田バイパス・加須羽生バイパス双方の往来に利用されるため、実質的に両国道のバイパス同士が重複し合うかたちとなっている。この重複区間では、先述のとおり6車線化する計画がある[13]。
- 騎西菖蒲バイパス（加須市 - 白岡市）
  - 既存区間である加須市内は当初「騎西バイパス」という名称であった。
- 蓮田岩槻バイパス（蓮田市 - さいたま市岩槻区）
- 岩槻鳩ヶ谷バイパス（さいたま市岩槻区 - 川口市）
  - 正式な名称ではないが、蓮田岩槻バイパスと連続して東北自動車道を挟む形となっており、そのまま川口JCTにて上下線が合流し、旧鳩ヶ谷市の中心部を西側に迂回して旧道の埼玉県道と合流した後に、川口市内の現道（4車線に拡幅済）へとつながっている。

### 重複区間
- 国道120号（栃木県日光市・神橋交差点 - 細尾大橋交差点[注釈 11]）
- 国道353号（群馬県みどり市・大間々町6丁目中交差点 - 桐生市・広沢町四丁目交差点）
- 国道50号（群馬県桐生市・広沢町四丁目交差点 - 太田市・只上交差点）
- 国道354号（群馬県館林市・小桑原交差点 ‐ クリーンセンター前交差点）
- 国道125号行田バイパス・加須羽生バイパス（埼玉県羽生市・須影交差点 - 下川崎交差点）

### 道路施設

#### 主な橋梁
- 昭和橋（利根川、群馬県邑楽郡明和町 - 埼玉県羽生市）
- 新荒川大橋（荒川、埼玉県川口市 - 東京都北区）

#### トンネル

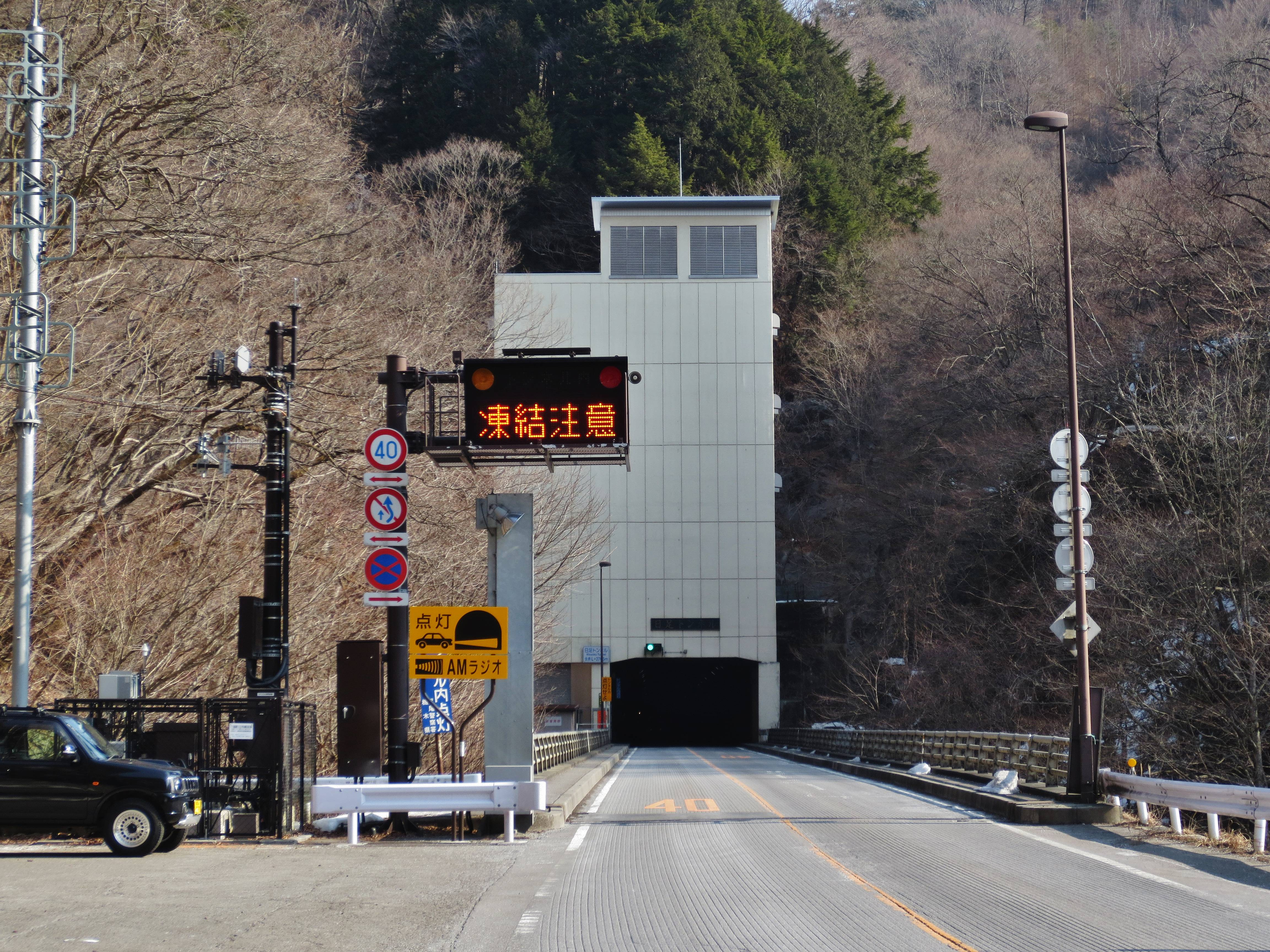
日足トンネル

- 日足トンネル（細尾峠、栃木県日光市細尾町 - 同市足尾町）
- 足尾トンネル（栃木県日光市足尾町）
- 沢入トンネル（栃木県日光市 - 群馬県みどり市）

#### 道の駅
- 群馬県
  - 富弘美術館（みどり市東町草木）
  - くろほね・やまびこ（桐生市黒保根町下田沢）
- 埼玉県
  - はにゅう（羽生市上新郷）

## 地理
起点の神橋交差点から南下すると日足トンネルをくぐり、足尾の谷沿いの区間がしばらく続く。この区間は渡良瀬川・わたらせ渓谷鐵道わたらせ渓谷線と並行しているほか、途中には草木ダムが存在している。みどり市大間々地区の市街地付近で関東平野に入る。群馬県みどり市の上桐原交差点で道路が90度曲がり、ここを境に山岳地帯の風景から、東京まで続く市街地の風景へと大きく変化する。埼玉県北部の郊外を走るバイパス道路周辺は、田園地帯となっている。

### 通過する自治体
- 栃木県
  - 日光市
- 群馬県
  - みどり市 - 桐生市 - みどり市 - 桐生市 - 太田市 - 邑楽郡邑楽町 - （邑楽郡大泉町[注釈 12]） - 館林市 - 邑楽郡明和町
- 埼玉県
  - 羽生市 - 加須市 - 久喜市 - 白岡市 - 蓮田市 - さいたま市（岩槻区 - 緑区） - 川口市
- 東京都
  - 北区 - 豊島区

### 交差する道路
- 栃木県
  - 国道119号・国道120号（日光市・神橋交差点）
  - E81 日光宇都宮道路清滝IC（日光市・清滝IC交差点）
  - 国道120号（日光市・細尾大谷橋交差点）
- 群馬県
  - 国道353号（みどり市・大間々六丁目中交差点）
  - 国道50号（桐生市・広沢町四丁目交差点、太田市・只上交差点）
  - E50 北関東自動車道太田桐生IC（太田市）
  - 国道407号（太田市・安良岡北交差点）
  - 国道354号東毛広域幹線道路（大泉町・上小泉交差点（八重笠道路）、館林市・小桑原交差点）
- 埼玉県
  - 国道125号行田バイパス（羽生市・須影交差点）
  - 国道125号加須羽生バイパス（羽生市・下川崎交差点）
  - C4 首都圏中央連絡自動車道白岡菖蒲IC（久喜市・白岡菖蒲IC入口交差点）
  - 国道16号岩槻春日部バイパス（さいたま市岩槻区・加倉南交差点）
  - E4 東北自動車道浦和IC（さいたま市緑区）
  - 国道463号越谷浦和バイパス（さいたま市緑区、鶴巻ランプ）
  - 国道463号（さいたま市緑区・大門交差点）
  - 国道298号（川口市・西新井宿交差点）
- 東京都
  - 東京都道311号環状八号線（環八通り、北区・赤羽交差点）
  - 東京都道318号環状七号線（環七通り、北区・神谷陸橋交差点）
  - 東京都道501号王子金町市川線（明治通り、北区・王子駅前交差点）
  - 国道17号（白山通り・中山道、豊島区・西巣鴨交差点）
  - 東京都道305号芝新宿王子線（明治通り、豊島区・西巣鴨交差点）

### 主な峠
- 栃木県
  - 細尾峠（標高1,192 m）：日光市

日足トンネルの開通により、1978年以降は峠越えをせずに往来することが可能になった。

## ギャラリー

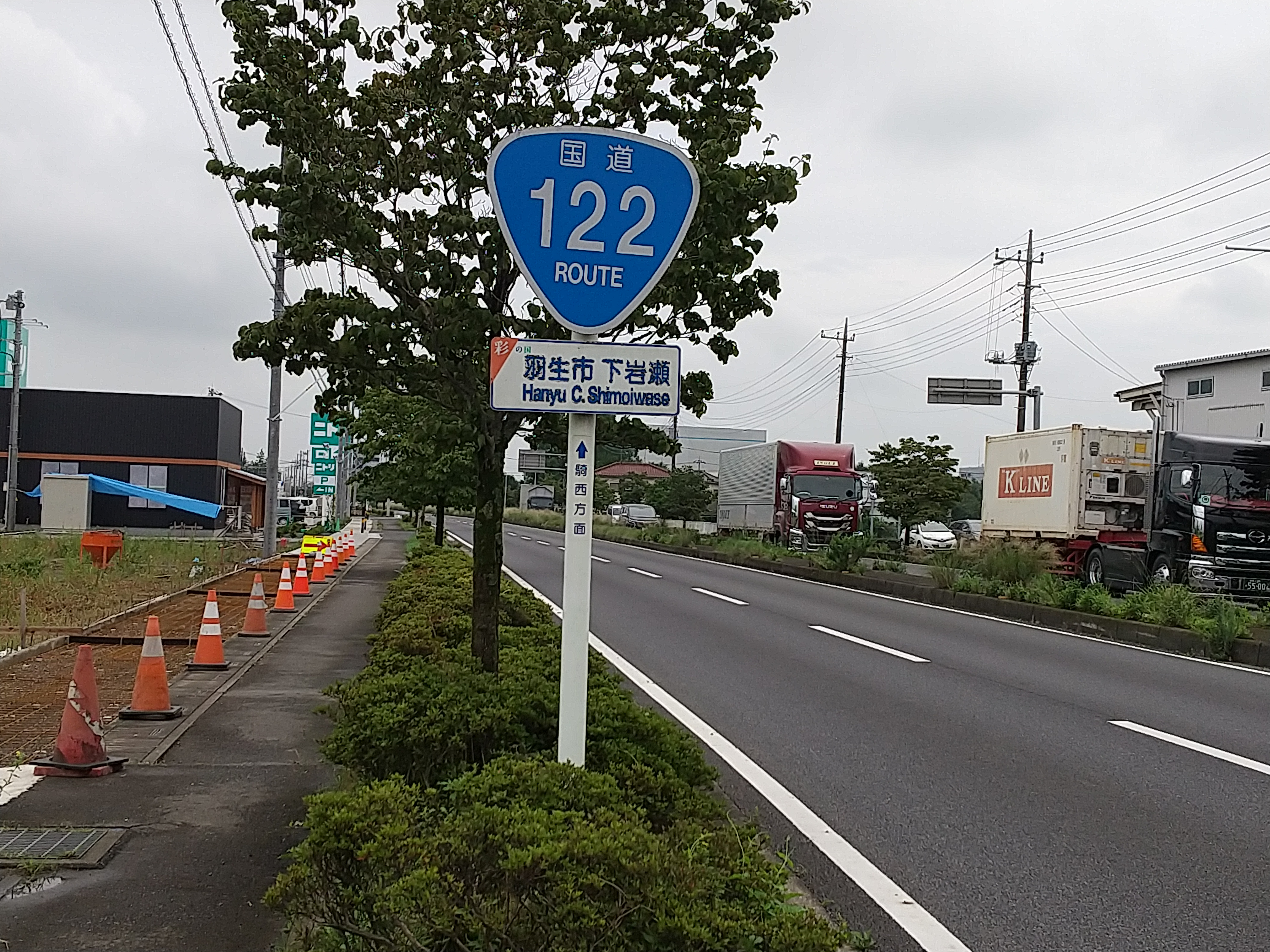
埼玉県羽生市下岩瀬付近（2020年7月）
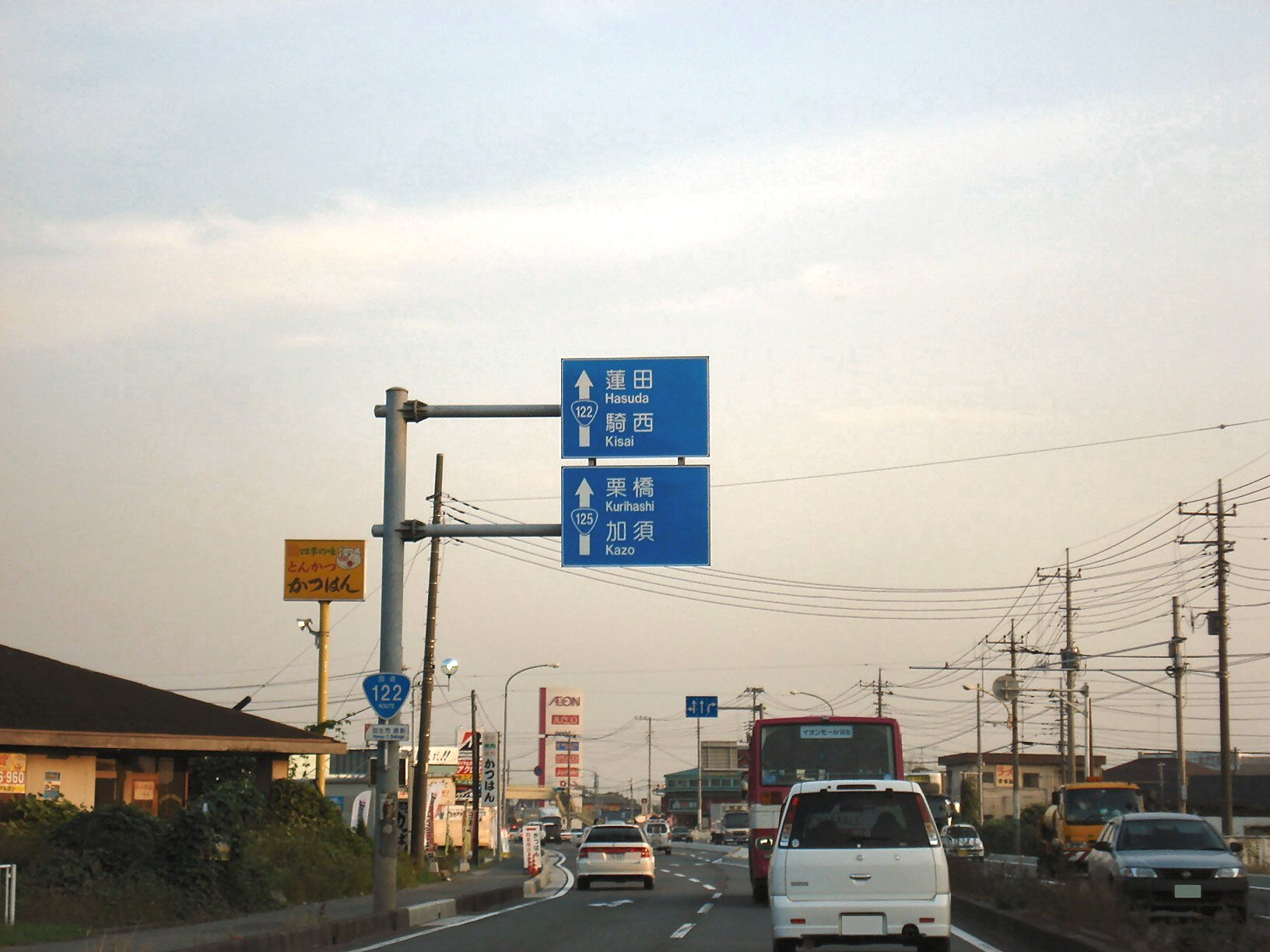
埼玉県羽生市須影付近、国道125号重複区間（2007年11月）
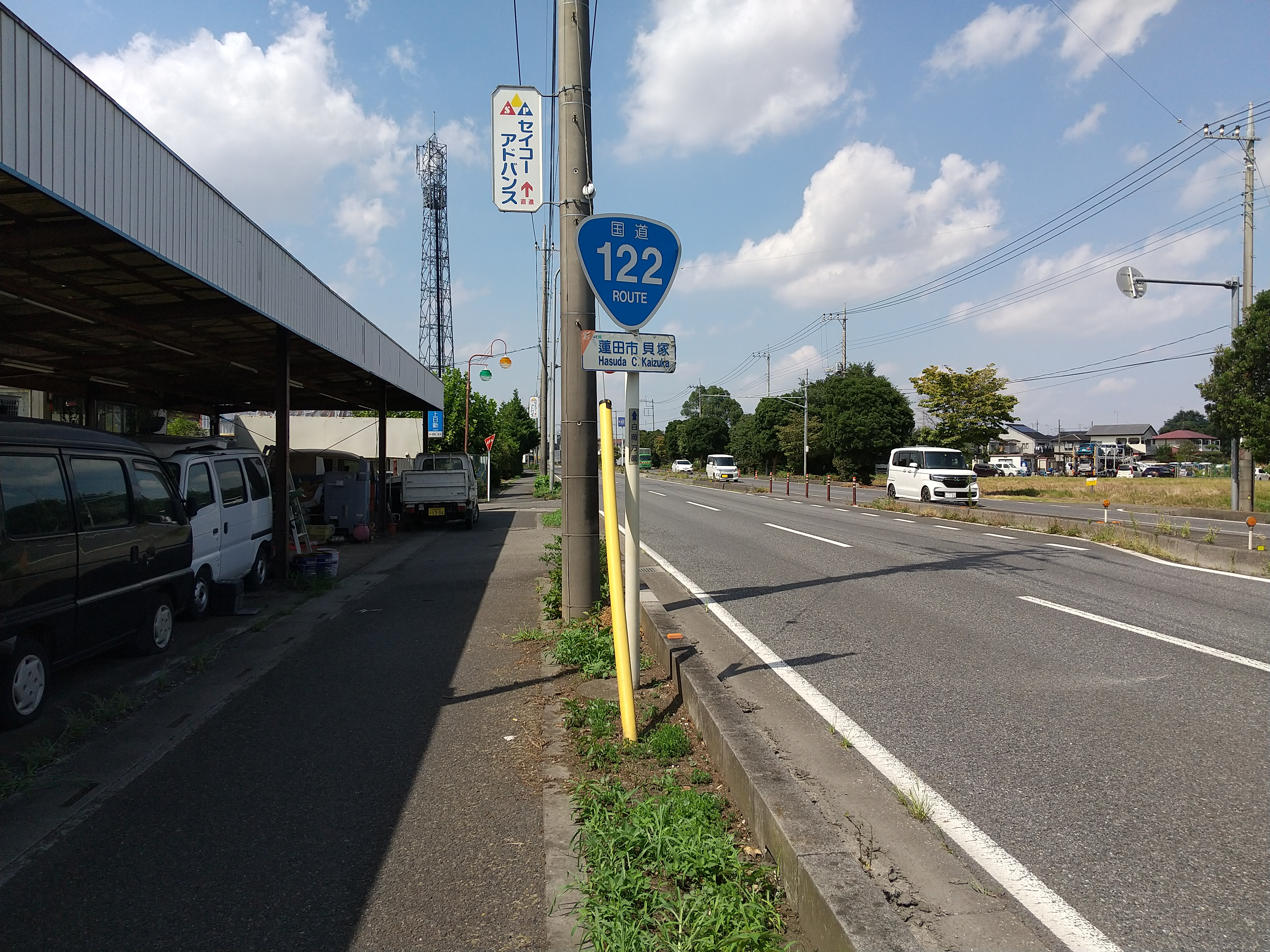
埼玉県蓮田市貝塚付近（2020年8月）
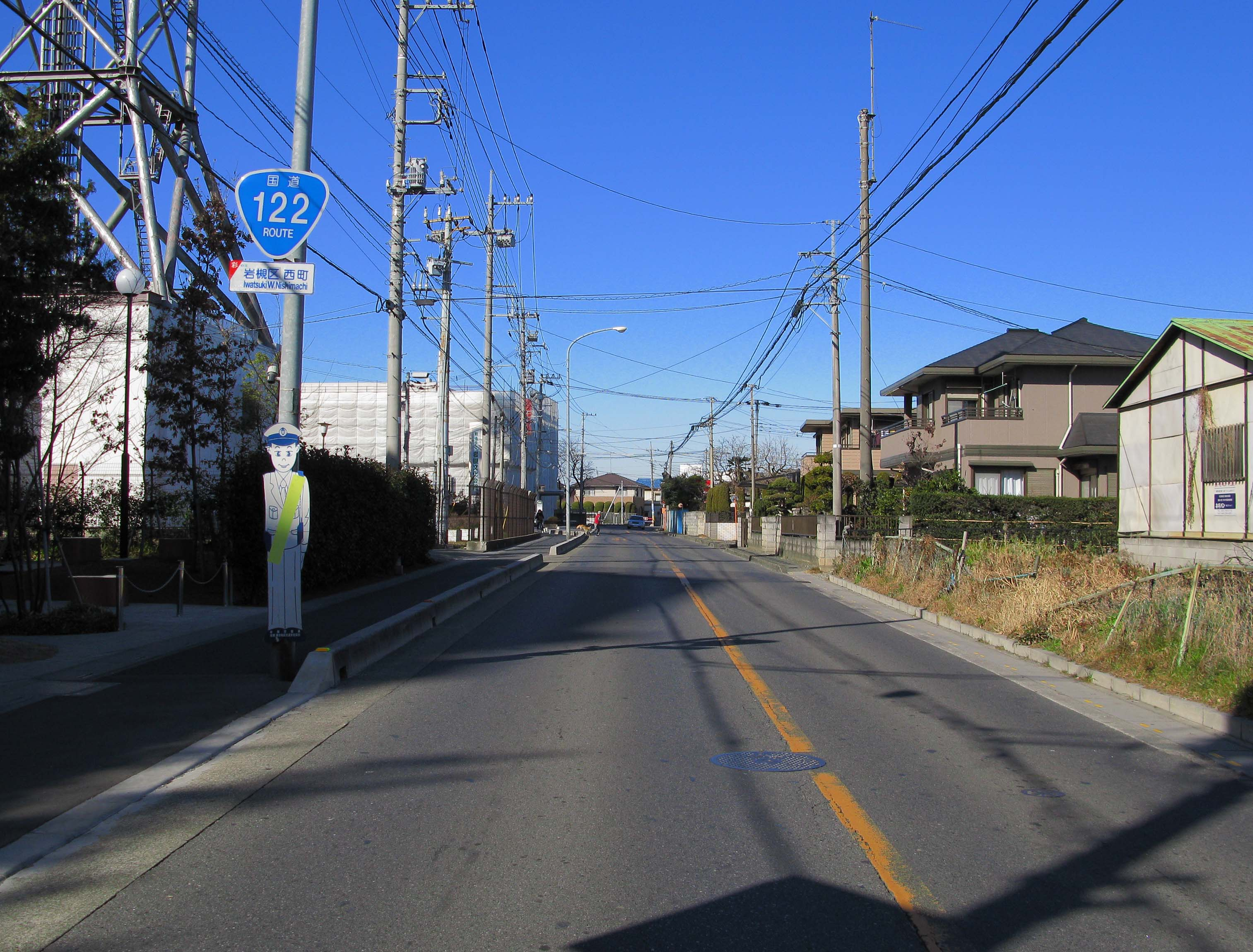
埼玉県さいたま市岩槻区中心部、下り方面（2011年1月）
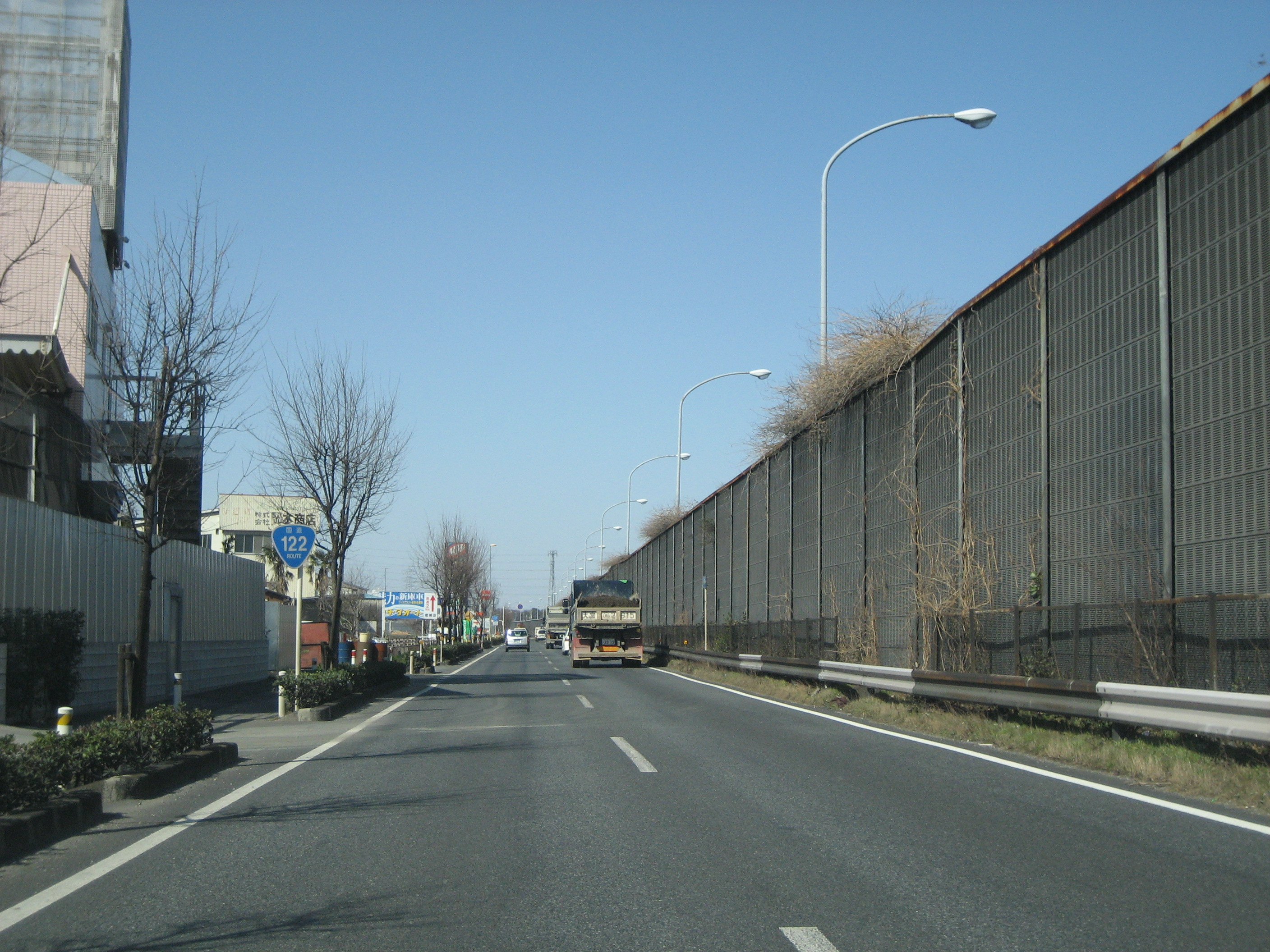
埼玉県さいたま市岩槻区、下り方面（右手は東北自動車道、2009年2月）
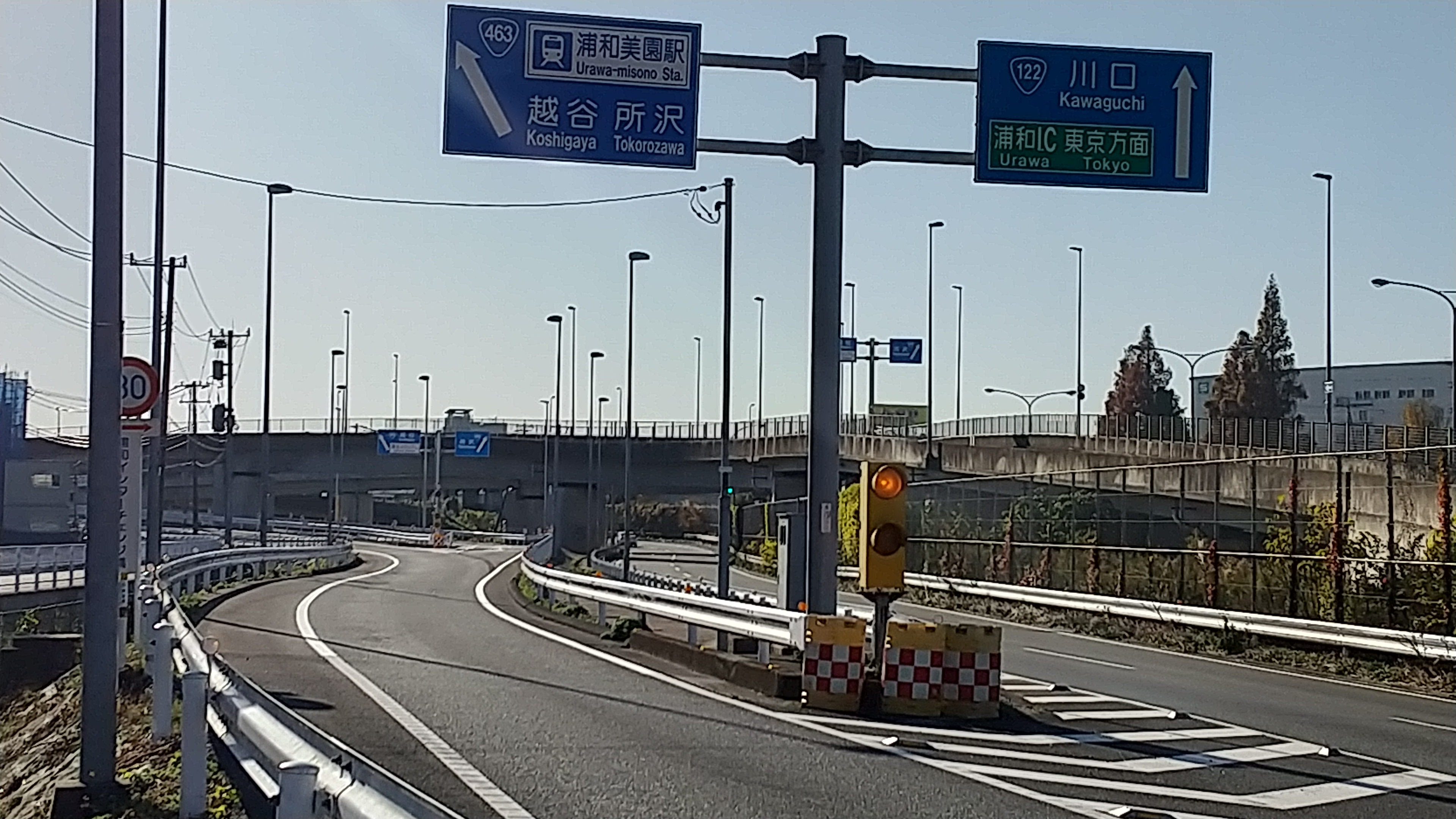
埼玉県さいたま市緑区下野田、国道463号（越谷浦和バイパス）との分岐（2023年12月）
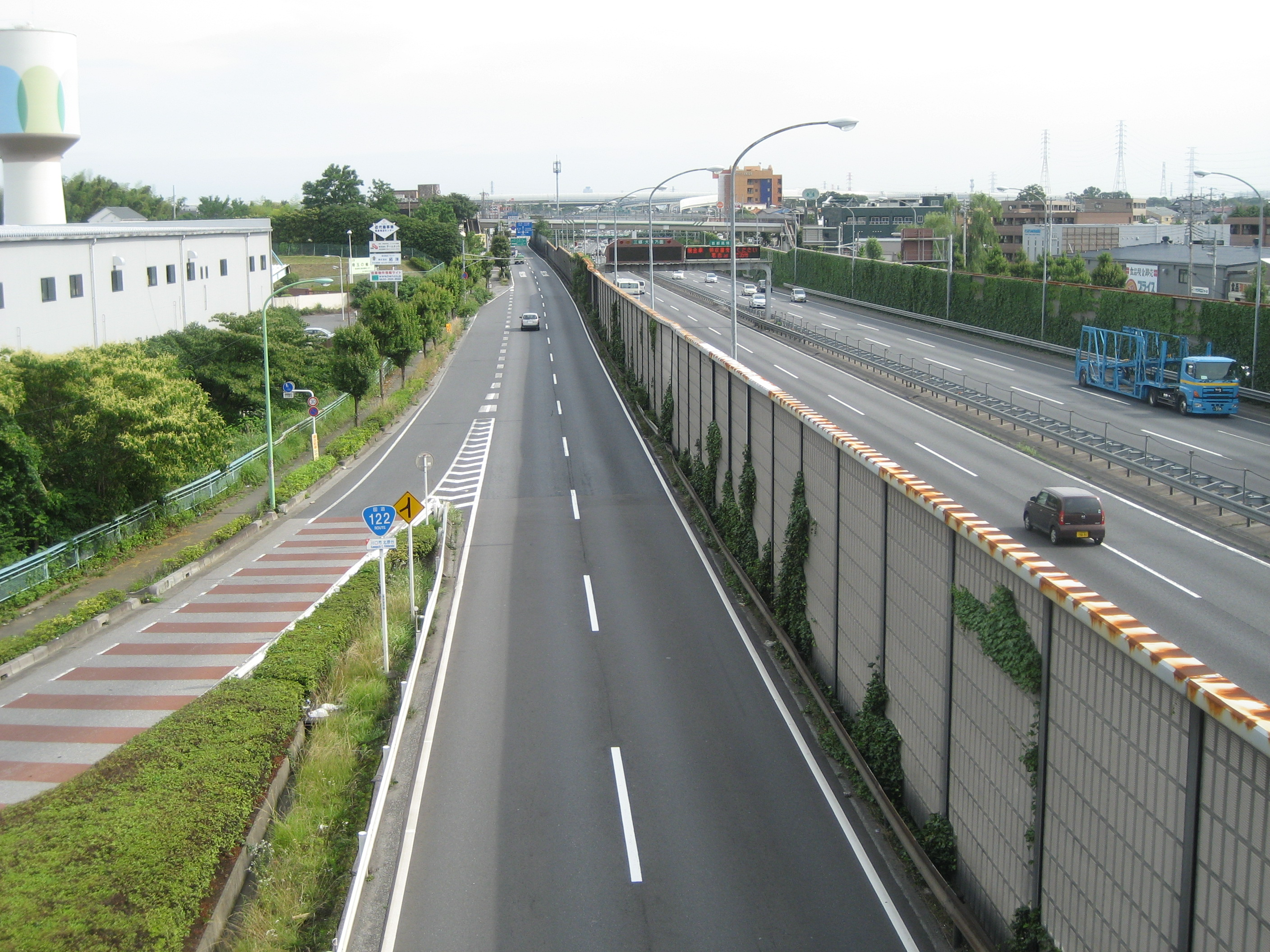
埼玉県川口市、上り方面（右手は東北自動車道）
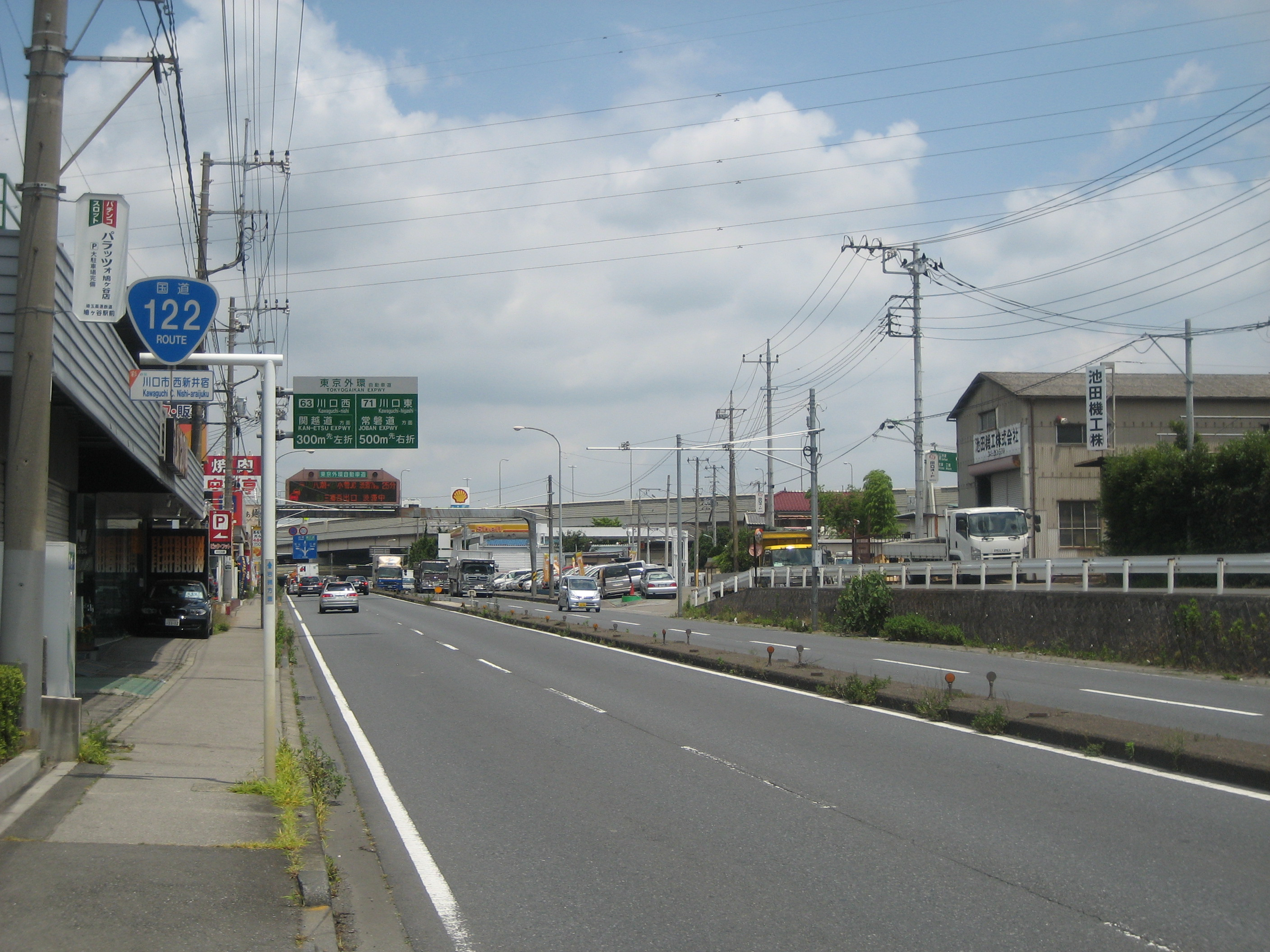
埼玉県川口市西新井宿付近
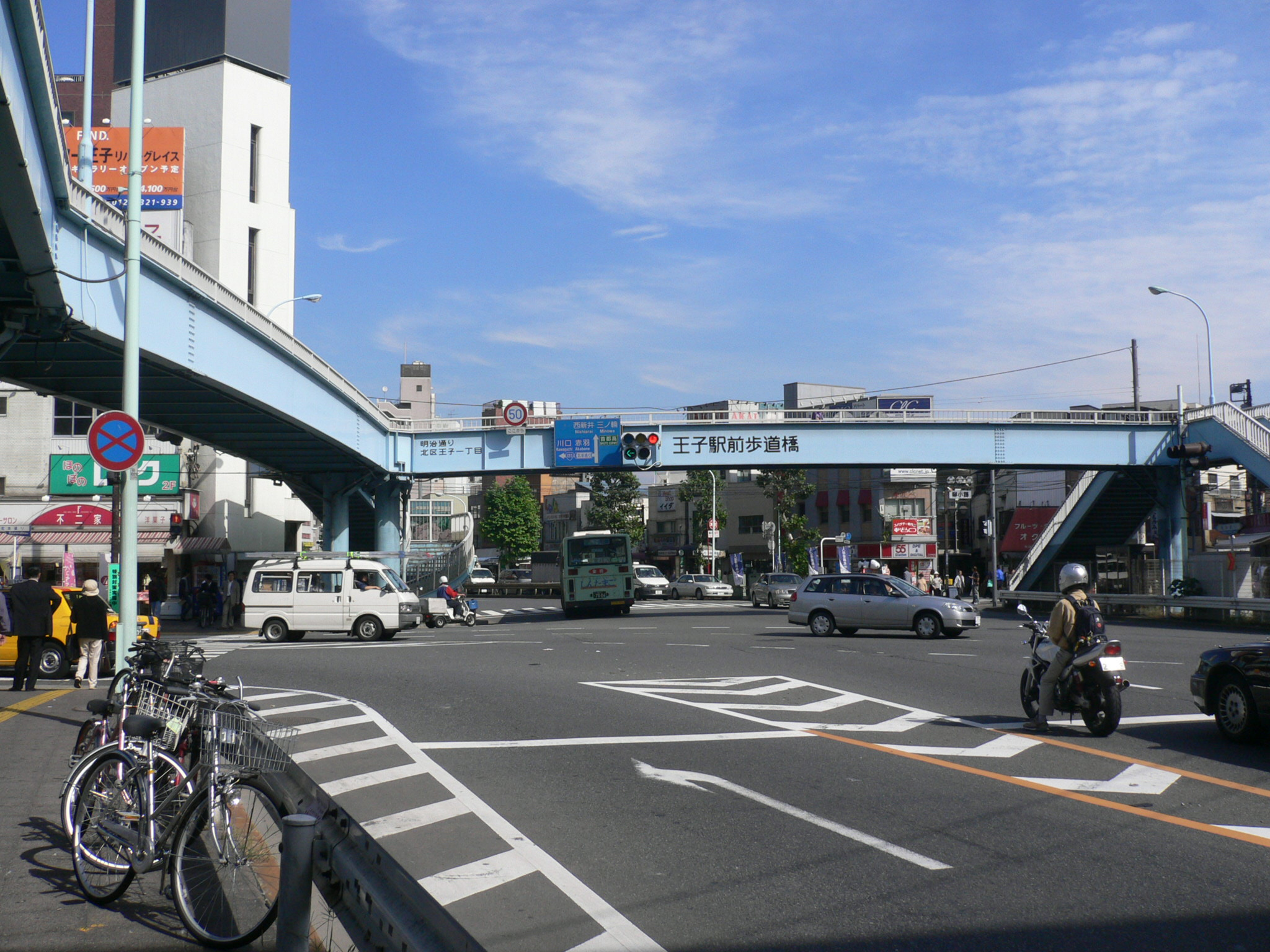
東京都北区、王子駅前（左後が国道122号、2005年10月）
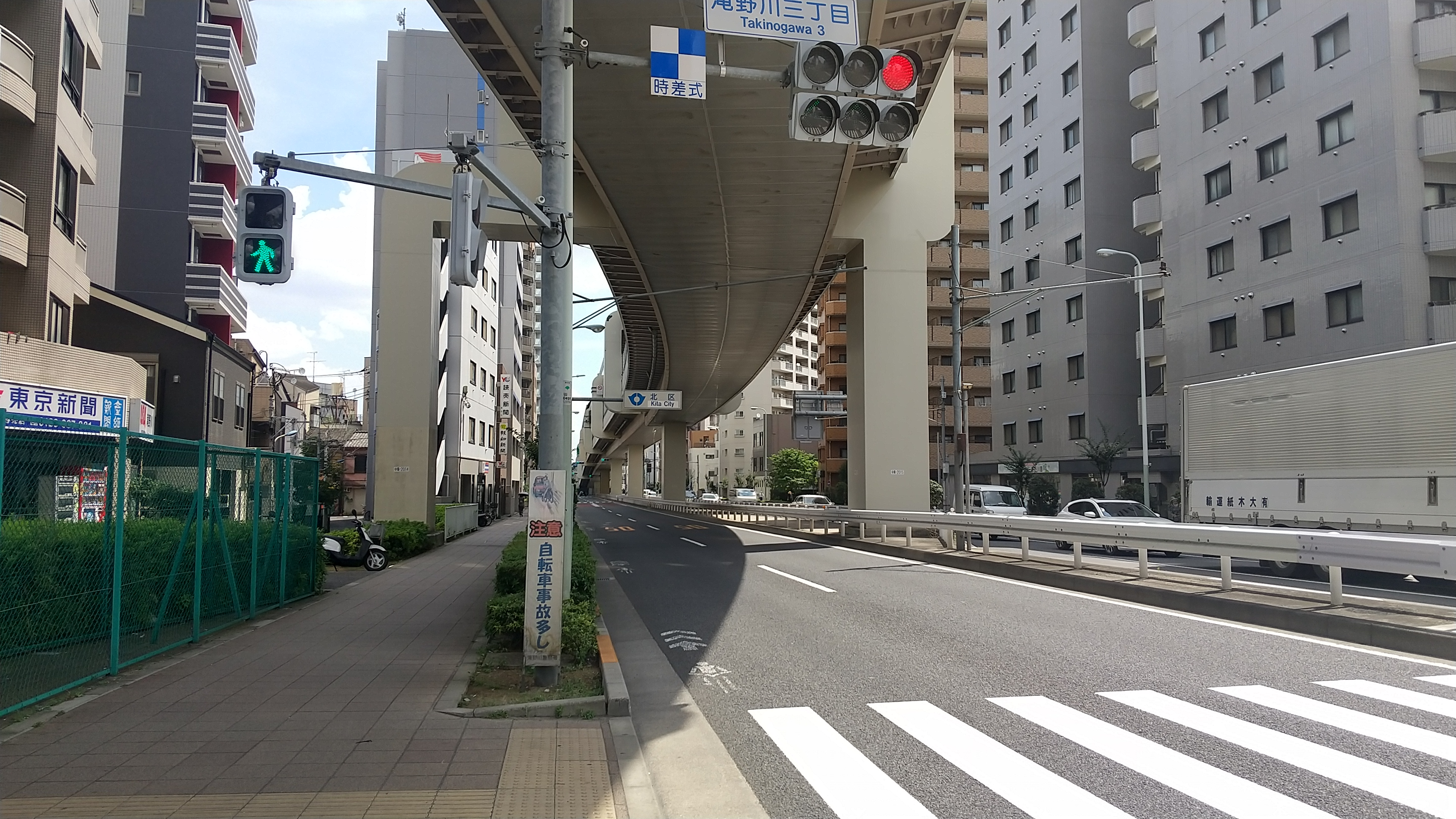
東京都北区、滝野川付近